# Oribatula keralensis
Oribatula keralensis är en kvalsterart som först beskrevs av K. Ramani och Haq 1999.  Oribatula keralensis ingår i släktet Oribatula och familjen Oribatulidae. Inga underarter finns listade i Catalogue of Life.